# Manfred I de Torino
Manfred I (sau Maginfred) (d. 1000) a fost cel de al doilea margraf de Torini de la 977.
Manfred a moștenit comitatul de Auriate și vasta marca Arduinica (Marca de Torino) din valea râului Susa de la tatăl său, Arduin Glaber de Torino. Pe parcursul domniei sale, marca se întindea de la Alpi până la Marea Ligurică și până la valea Padului. Sub el, Pavia a devenit un oraș negustoresc. De asemenea, Manfred controla drumul de la Genova la Marsilia.
Manfred a fost căsătorit cu Prangarda, fiica contelui Adalbert Atto de Canossa. El a fost succedat de către fiul său mai mare, Ulric Manfred al II-lea. Cel de al doilea fiu al său, Adalric a devenit episcop de Asti, iar cel de al treilea, Otto a primit feude în Candia Canavese și Arneis del Roero.